# Epicephala eriocarpa
Epicephala eriocarpa is een vlinder uit de familie van de mineermotten (Gracillariidae). De wetenschappelijke naam van de soort werd voor het eerst geldig gepubliceerd in 2012 door Li, Wang & Zhang.